# Melech Ravitch
Zechariah Choneh Bergner (en yiddish : זכריה חנא בערגנער ; né le 27 novembre 1893 et mort le 20 août 1976), mieux connu sous son nom de plume Melech Ravitch (en yiddish : מלך ראַוויטש), était un poète et un essayiste yiddish canadien d'origine polonaise. Ravitch fut l'une des figures de proue de la littérature yiddish mondiale après l'Holocauste. Sa poésie et ses essais sont parus dans la presse internationale yiddish, ainsi que dans des anthologies, tout en ayant fait l'objet de nombreuses traductions.

## Vie

### Jeunesse et premières publication
Bergner est né en 1893 à Redem, en Galicie orientale. Il est le fils d'Efraym et de l'écrivaine yiddish Hinde Bergner. Il quitte le foyer familial à l'âge de 14 ans et s'engage dans l'armée autrichienne durant la Première Guerre mondiale. Il vit alors à Lemberg, puis à Vienne. Dynamisé par le mouvement yiddishiste lancé en 1908, il rejoint ce courant littéraire et linguistique et commence à écrire de la poésie. Ses premiers textes sont publiés en 1910 dans la revue Der jüdische Arbeiter ("le travailleur juif"). À cette époque, il compose également Oyf der Schvel ("au seuil"), écrit en 1912, et Spinoza, en 1918, livre philosophique dont il résumera plus tard la genèse dans ces termes :  
"En novembre 1918, la constellation européenne qui avait été créée avant la Première Guerre mondiale s’est effondrée. À l’horizon s’est levée l’étoile de l’aube, celle qui charrie les espoirs d’un monde épuisé, en quête d’un Messie éternel qui ne cesse d’advenir, et qui porte le nom de « révolution »... Et pendant cette matinée nimbée par la lumière de cette étoile nouvelle, un soldat démobilisé est rentré chez lui; dans son sac à dos, il traînait un poème intitulé « Spinoza ». Ce poème avait été écrit au prix d’heures infinies, qu’il avait passées tantôt à nettoyer les ordures dans une caserne cracovienne, tantôt à s’agenouiller dans une église catholique sambatienne."
Dès le début des années 1920, il contribue activement à des publications yiddish majeures de l'époque sous la forme de poèmes et d'essais qu'il signe du nom de Melech Ravitch. Ayant déménagé à Varsovie en 1921, il intègre le groupe moderniste baptisé Di Khalyastre ("la bande"), qui comptait parmi ses membres illustres Uri Zvi Greenberg et Peretz Markish. Ravitch publie l'ouvrage Nakete lider ("poèmes nus") et traduit l'oeuvre de Kafka en yiddish. Il co-fonde également, à la même époque, le journal littéraire yiddish du nom de Literarishe Bleter, tout en devenant le secrétaire exécutif de l'Association des écrivains et des journalistes juifs de Varsovie, qui incluait alors des grands noms de la littérature yiddish tels que Sholem Asch, Isaac Bashevis Singer et Israel Joshua Singer.

### Exil international et vie au Canada
Le contexte d'hostilité croissante à l'encontre des juifs dans l'Europe des années 1930 pousse Ravitch à quitter la Pologne. Il vit brièvement en Australie, au Mexique, à New York, en Argentine et en Israël, puis il s'installe définitivement à Montréal en 1941, où il restera jusqu'à sa mort et servira brièvement de directeur de la Bibliothèque publique juive de la ville. Richard Kreitner résume ainsi le rôle culturel et social de Ravitch à Montréal : 
"Dès son arrivée, Ravitch s’est impliqué dans la vie intellectuelle yiddish, déjà florissante dans la ville, en occupant le poste de directeur de la Bibliothèque publique juive durant une brève période. À titre d’auteur, il a notamment publié une anthologie de ses propres œuvres, Di lider fun mayne lider (1954) [Les poèmes de mes poèmes] et de nombreux recueils de poésie. Jusqu’à sa mort en 1976, il a travaillé à promouvoir la culture littéraire yiddish de l’après-guerre, alors l’une des plus vivantes au monde, notamment en réunissant les écrivains de la diaspora dans le but d’encourager le développement de la littérature yiddish."

## Œuvres
- Oyf der Shvel (yiddish : אויף דער שוועל, 1912)
- Roinengroz (yiddish : רואינענגראָז, 1917)
- Spinoza (yiddish : שפּינאָזאֵ, 1918)
- S. S. Frug (yiddish : ש.ש. פרוג., 1920)
- Blut oyf der fon (yiddish : בלוט אויף דער פאָן, 1929)
- Di Fir Zaytn fun Mayn Velt (yiddish : די פיר זייטן דער פאָן, 'The Four Sides of My World', 1929)
- Kontinentn un Okeanen (yiddish : קאָנטינענטן און אָקעאַנען, 'Continents and Oceans', 1937)
- Mayn Leksikon (yiddish : מיין לעקסיקאָן, 1945–82)
- 67 Lirishe, Satirishe, Natsyonale, Sotsyale un Filozofishe Lider fun di Letste Finf-zeks Yor (1946)
- Eynems Yidishe Makhshoves in Tsvantsikstn Yorhundert (yiddish : שיינעמס יידישע מחשבות אין צוואנציקסטן יאָרהונדערט, 1949)
- Di Kroynung fun a Yungn Yidishn Dikhter in Amerike (yiddish : די קרוינונג פון אַ יונגן יידישן דיכטער אין אַמעריקע, 1953)
- Di Lider fun Mayne Lider (yiddish : די לידער פון מיינע לידער, 1954)
- Dos Mayse-bukh fun Mayn Lebn (1962–75)
- Iker Shokhakhti: Lider un Poemes fun di Yorn 1954–1969 (1969)[7]